# Bernd Eichinger
Bernd Eichinger est un producteur, scénariste et réalisateur allemand né le 11 avril 1949 à Neubourg-sur-le-Danube en Allemagne, et mort à Los Angeles (Californie), le 24 janvier 2011.

## Biographie

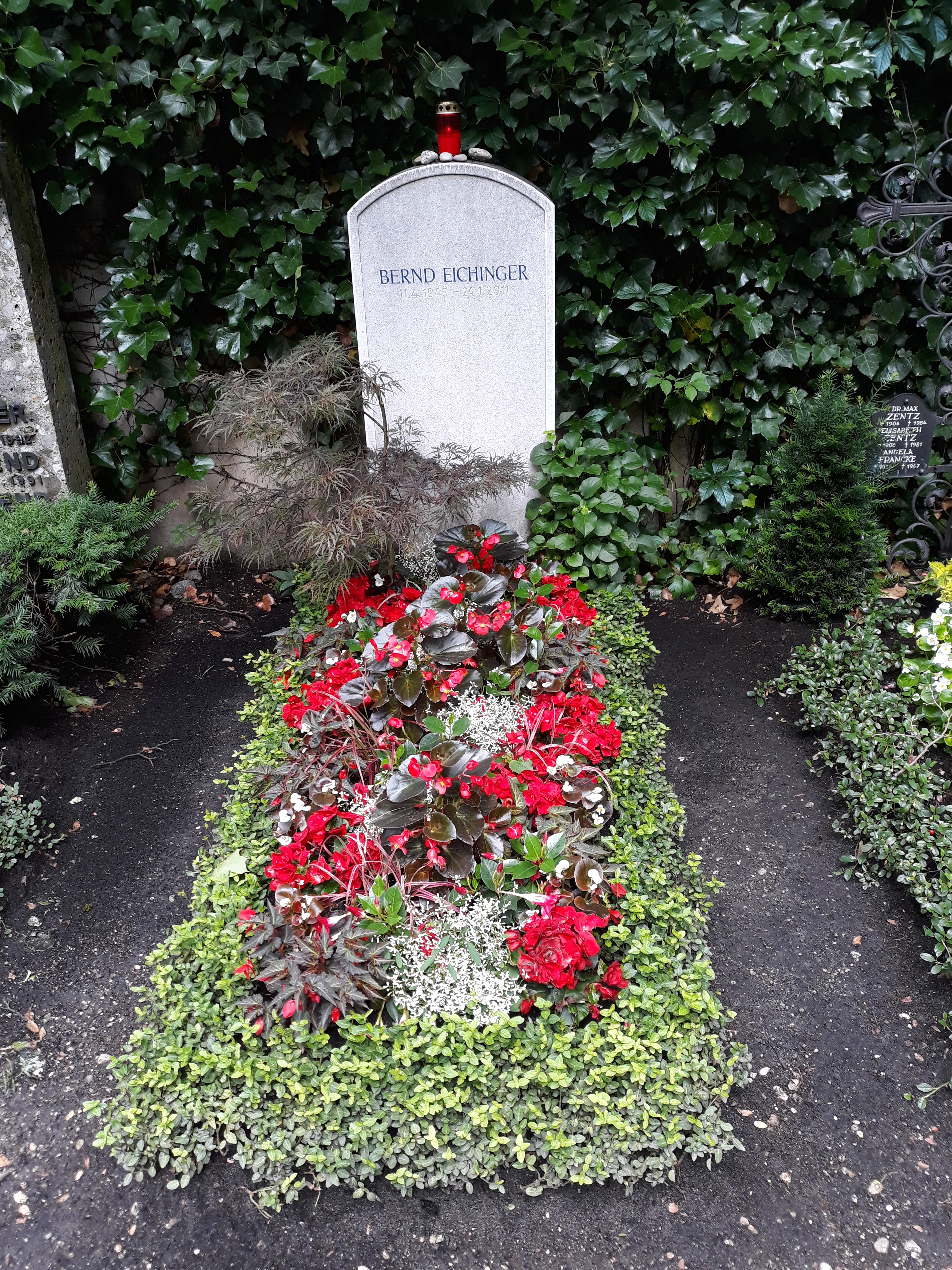
Sépulture.

Dans les années 1970, il s'occupe de l'Académie du film et de la télévision de Munich. En 1979, il mise sur un petit studio de cinéma naissant, Neue Constantin Film (qui reprend le nom d'un ancien géant de la production allemande), en devenant le directeur exécutif. Sous sa conduite, il devient une entreprise parmi les plus florissantes du cinéma allemand. En 2005, il en est nommé président  du conseil de surveillance et il est propriétaire d'une part substantielle de son capital social au moment de sa mort en 2011.
Bernd Eichinger est le principal producteur du Nom de la rose de Jean-Jacques Annaud en 1986, qui connait un succès mondial avec plus de 77 millions de $ de recettes dans plus de 30 pays.
Bernd produit aussi quelques films de manière indépendante (par exemple La Chute (Der Untergang)).
Il meurt d'une crise cardiaque le 24 janvier 2011 à Los Angeles.
Il est enterré au cimetière de Bogenhausen.

## Filmographie partielle

### Comme producteur
- 1975 : Par ici la bonne soupe (Umarmungen und andere Sachen) de Jochen Richter
- 1976 : Lieb Vaterland magst ruhig sein de Roland Klick
- 1975 : Faux Mouvement (Falsche Bewegung) de Wim Wenders
- 1981 : Moi, Christiane F., 13 ans, droguée, prostituée… (Christiane F. - Wir Kinder vom Bahnhof Zoo) d'Uli Edel
- 1984 : L'Histoire sans fin (Die Unendliche Geschichte / The Neverending Story) de Wolfgang Petersen
- 1986 : Le Nom de la rose de Jean-Jacques Annaud
- 1989 : Dernière sortie pour Brooklyn d'Uli Edel
- 1992 : Cement Garden d'Andrew Birkin : Producteur exécutif
- 1992 : Les Vaisseaux du cœur (Salt on Our Skin) d'Andrew Birkin
- 1993 : La Maison aux esprits (The House of the Spirits) de Bille August
- 1993 : Body (Body of Evidence) d'Uli Edel - Coproducteur
- 1995 : 500 Nations - Mini série télévisée - Producteur exécutif
- 1996 : Smilla (Smilla's Sense of Snow) de Bille August
- 1996 : Das Superweib
- 2000 : The Calling
- 2000 : Ils ne pensent qu'à ça ! (Harte Jungs) - Coproducteur
- 2001 : Les Brumes d'Avalon (The Mists of Avalon) d'Uli Edel - Mini série télévisée
- 2001 : Resident Evil de Paul W. S. Anderson
- 2001 : Nowhere in Africa (Nirgendwo in Afrika) de Caroline Link
- 2004 : Les Quatre Fantastiques (Fantastic Four)
- 2004 : Resident Evil: Apocalypse d'Alexander Witt : producteur exécutif
- 2004 : La Chute (Der Untergang - Hitler und das Ende des 3. Reichs / The Downfall) d'Oliver Hirschbiegel
- 2005 : Le Parfum (Perfume: The Story of a Murderer producteur) de Tom Tykwer
- 2007 : Resident Evil : Extinction de Russell Mulcahy
- 2007 : Les Quatre Fantastiques et le Surfer d'argent (Fantastic Four 2)
- 2008 : La Bande à Baader d'Uli Edel, du livre de Stefan Aust

### Comme réalisateur
- 2002 : Knallharte Jungs

### Comme scénariste
- 2004 : La Chute (Der Untergang - Hitler und das Ende des 3. Reichs / The Downfall scénario)
- 2005 : Le Parfum (Perfume: The Story of a Murderer scénario)
- 2013 : 3096 de Sherry Hormann

### Comme acteur
- 1985 : King Kongs Faust: Un producteur